# Ma Ying
Ma Ying (China, 18 de julio de 1971) es una gimnasta artística china, medallista de bronce del mundo en 1989 en el concurso por equipos.

## 1989
En el Mundial celebrado en Stuttgart (Alemania) consigue el bronce en equipo, tras la Unión Soviética (oro) y Rumania (plata), siendo sus compañeras de equipo: Di Fan, Chen Cuiting, Li Yan, Wang Wenjing y Yang Bo.